# 상동 (대구)
상동(上洞)은 대구광역시 수성구의 행정동이자 법정동이다.

## 연혁
- 1980.04.01 대통령령 제9630호(1979.9.26 공포)로 경북 대구시 동구에서 분구(수성구 신설)
- 1981.07.01 법률 제3424호(1981.4.13 공포)로 대구직할시 승격
- 1992.04.10 구조례 제223호(1992.4.10 공포) 상동 일부를 파동으로 경계일부 조정
- 1995.01.01 법률 제4789호(1994.12.20공포)로 대구광역시 수성구로 명칭 변경

## 주거

### 아파트
| 단지명                | 건설사     | 시행사         | 주소              | 입주       | 비고                                |
| --------------------- | ---------- | -------------- | ----------------- | ---------- | ----------------------------------- |
| 정화 우방팔레스       | ㈜우방     | ㈜우방         | 수성구 수성로 135 | 2003년 1월 | 舊 정화중학교·정화여자고등학교 부지 |
| 동일하이빌 레이크시티 | ㈜동일토건 | 디에스씨앤씨㈜ | 수성구 수성로 71  | 2009년 4월 |                                     |

## 교육
- 대구수성초등학교
- 덕화중학교

## 여가
- 아르떼 수성랜드
  - 아르떼 수성랜드 아이스링크
- 대구 상동 지석묘군